# Paolo Hurtado
Cristopher Paolo César Hurtado Huertas (* 27. července 1990, Callao) je peruánský fotbalový záložník a reprezentant, v současnosti působí v portugalském klubu Paços de Ferreira.
Mimo Peru hrál v Portugalsku a Uruguayi.

## Klubová kariéra
Svoji profesionální fotbalovou kariéru začal v peruánském klubu Alianza Lima. Odtud v roce 2009 odešel na hostování do týmu Club Juan Aurich.

V létě 2012 odešel do Evropy, do portugalského klubu FC Paços de Ferreira. Na jaře 2014 hostoval v uruguayském týmu CA Peñarol.

## Reprezentační kariéra
V A-mužstvu Peru debutoval 2. září 2011 v přátelském utkání s Bolívií (remíza 2:2), šel na hřiště v 75. minutě.